# STP-2
STP-2 (kurz für Space Test Program 2 – Weltraumtestprogramm 2) war eine Raumfahrtmission der United States Air Force, der NASA und des Unternehmens SpaceX. Sie fand am 25. Juni 2019 statt und umfasste den Start von 24 Satelliten mit einer Falcon Heavy. Die Satelliten wurden in drei verschiedenen Bahnhöhen ausgesetzt. Damit war es der bislang komplexeste SpaceX-Flug.
Drei der Satelliten – LEO/StangSat und Armadillo – werden von der NASA auch unter der Missionsbezeichnung ELaNa XV geführt (kurz für Educational Launch of Nanosatellites XV – Start von Nanosatelliten zu Lehrzwecken Nr. 15).

## Hintergrund und Vorbereitung
Das Space Test Program ist eine interne Dienstleistung des US-Militärs für den Transport von Forschungs- und Entwicklungssatelliten in den Weltraum. Es wurde in den 1960er Jahren eingerichtet und wird vom US-Verteidigungsministerium organisiert. Für die Ausführung der Starts war bis 2019 die US Air Force verantwortlich, die wiederum Subaufträge an Raumfahrtunternehmen vergab. Später übernahm die neu gegründete US Space Force diese Aufgabe.

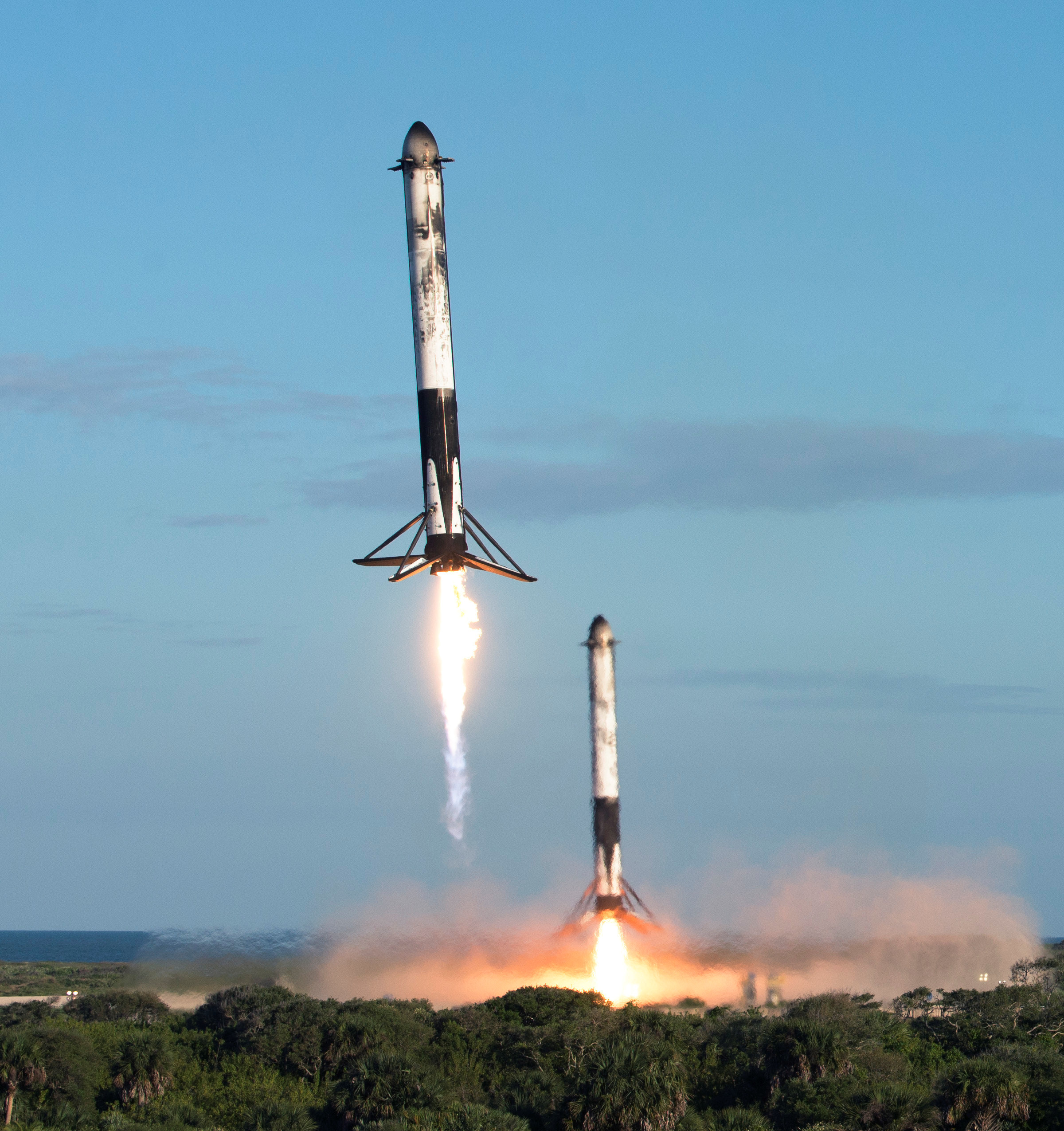
Am 10. April 2019 landen die beiden Booster, die für STP-2 wiederverwendet werden sollen

SpaceX hatte den Auftrag für den STP-2-Start bereits im Jahr 2012 erhalten. Der Erstflug der Falcon Heavy war damals für 2013 oder 2014 geplant, STP-2 sollte Mitte 2015 folgen. Wegen Schwierigkeiten bei der Entwicklung der Rakete und wegen zweier Falcon-9-Explosionen verschoben sich jedoch beide Termine mehrfach und über Jahre hinweg. Die beförderten Satelliten sind teilweise noch älter; das TEPCE-Experiment wurde beispielsweise um 2010 entwickelt und sollte 2012 starten.
Mit der erfolgreichen STP-2-Mission qualifizierte die Falcon Heavy sich für den Start von sensiblen Militär- und Geheimdienstnutzlasten. Außerdem war STP-2 ein erster Schritt zu der Erlaubnis, solche Missionen auch mit wiederverwendeten Boostern zu fliegen. Es war die erste militärische Raumfahrtmission überhaupt, bei der wiederverwendete Booster zum Einsatz kamen: Während die Erststufe der Rakete (Seriennummer B1057) neu gebaut wurde, absolvierten die beiden Seitenbooster (Nr. B1052 und B1053) ihren ersten Flug bereits mit Arabsat-6A.

## Missionsverlauf
Wie die beiden ersten Falcon-Heavy-Exemplare startete auch die STP-2-Rakete in wiederverwendbarer Konfiguration. Es ergab sich zunächst derselbe Ablauf, mit einer Doppellandung der Seitenbooster auf den Cape-Canaveral-Landezonen 1 und 2. Anschließend sollte die Erststufe wieder auf dem Drohnenschiff Of Course I Still Love You landen, das sich etwa 1240 Kilometer vor der Küste Floridas befand – weiter als bei allen früheren Landungen. Die Erststufe erreichte die bis dahin höchste Landegeschwindigkeit. Dabei entstanden so hohe Drücke und Temperaturen, dass die Motorsektion der Stufe beschädigt wurde und die Schubvektorsteuerung des mittleren Triebwerks ausfiel. Der Flug endete mit einer Bruchlandung im Meer.
Nach Erreichen des ersten Zielorbits und Abschalten des Zweitstufentriebwerks wurde zunächst das 70 kg schwere Experiment Oculus-ASR ausgesetzt. Es folgten nacheinander – verteilt über einen Zeitraum von einer halben Stunde – die Nanosatelliten TEPCE 1/2, Falconsat-7, Armadillo, PSat 2 und Bricsat 2, Prometheus 2-6, E-TBEx A und B sowie LEO/StangSat. Nach weiteren 22 Minuten antriebslosem Flug brannte das Triebwerk ein zweites Mal und brachte die Raketenstufe mit den übrigen Satelliten in eine höhere Umlaufbahn. Dort wurden nacheinander Prox-1/Lightsail, NPSat1, OTB 1 und GPIM sowie sechs Formosat/Cosmic-Erdbeobachtungssatelliten ausgeworfen. Es folgten zwei weitere Beschleunigungsphasen bis in eine elliptische mittlere Erdumlaufbahn. Dort wurde etwa dreieinhalb Stunden nach Beginn der Mission das 600 kg schwere DSX-System abgetrennt.
Zum Abschluss sollten nach einer wiederum dreistündigen, antriebslosen Phase die Treibstoffreste abgelassen und die Zweitstufe abgeschaltet werden. Über diesen Teil der Mission liegen – wie üblich – keine weiteren Informationen vor.
Die beiden Nutzlastverkleidungshälften der Rakete konnten geborgen werden, eine aus dem Meer und die andere erstmals mit dem Auffangnetz des Schiffs GO Ms. Tree.

## Nutzlasten

### Beschreibung

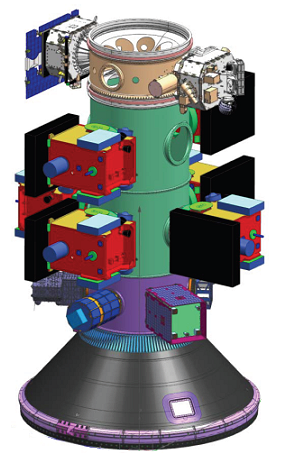
STP-2-Nutzlasten mit Adapter, in der Mitte die Formosat/Cosmic-Satelliten, oben DSX

Nach Angaben von SpaceX und U.S. Air Force bestand die Nutzlast der STP-2-Mission aus 24 Satelliten. 20 davon waren auf der SpaceX-Website einzeln aufgeführt:
- DSX (Demonstration & Science Experiments – Demonstrations- und Wissenschaftsexperimente), eine Versuchsplattform des U.S. Air Force mit 13 verschiedenen Experimenten. Sie soll die Umweltbedingungen in Höhen von 6.000 bis 12.000 km untersuchen, das heißt im Bereich zwischen den beiden Hauptzonen des Van-Allen-Strahlungsgürtels. Die Air Force möchte damit Erkenntnisse zum möglichen Betrieb militärischer Satelliten in dieser strahlungsreichen Region gewinnen.[17] Seit dem Ausfahren der Antennenmasten ist der Satellit 80 Meter breit und nach der ISS die zweitgrößte menschengemachte Struktur im Weltraum.[18]

- E-TBEx A/B (Enhanced Tandem Beacon Experiment – verbessertes Tandembakenexperiment), ein Experiment der NASA, das veränderliche Einflüsse der Ionosphäre auf Radiosignale messen und damit zum Verständnis des Weltraumwetters beitragen soll. Neben zwei dedizierten Satelliten umfasst es Sender an Bord der sechs Formosat-7/Cosmic-2-Satelliten und Empfänger auf fünf Pazifikinseln.[19][20][21]

- Formosat-7/Cosmic-2 (Constellation Observing System for Meteorology, Ionosphere, and Climate – Konstellations-Beobachtungssystem für Meteorologie, Ionosphäre und Klima), eine Konstellation von sechs Wettersatelliten der taiwanesischen Weltraumbehörde und der US-amerikanischen Wetterbehörde.[22]

- GPIM (Green Propellant Infusion Mission – Grüner-Treibstoff-Einführungsmission), ein NASA-Satellit zur Erprobung eines von der Air Force entwickelten Treibstoffs auf Hydroxylammoniumnitrat-Basis. Diese chemische Verbindung ist eine mögliche Alternative zum hochgiftigen Hydrazin. Der Satellit trug zusätzliche Experimente zur Beobachtung des Weltraumwetters und zur Erprobung von GPS-Navigation in niedrigen Erdumlaufbahnen.[23][24][25] Nach NASA-Angaben war die Mission erfolgreich, die Triebwerke hätten das Maximalziel von mehr als 10.000 Schubimpulsen erreicht. Im Oktober 2020 wurde der Satellit kontrolliert zum Absturz gebracht.[26]

- LEO (Launch Environment Observer – Startumgebungsbeobachter, auch CP-9 genannt) und  StangSat, zwei von Studenten und Schülern gebaute Cubesats, die während des Raketenstarts Vibrationen und Temperaturen messen und Daten per Wi-Fi austauschen sollten.[1]

- Lightsail 2, ein Sonnensegel-Demonstrator der Planetary Society. Er befand sich während des Starts an Bord des Prox-1-Satelliten und wurde von diesem eine Woche nach dem Start ausgeworfen.[27] Der Satellit demonstrierte erstmals und erfolgreich einen reinen Sonnensegelantrieb im Erdorbit, indem er das Apogäum seiner Umlaufbahn um mehrere Kilometer anhob.[28]

- NPSat1 (Naval Postgraduate School Satellite 1), eine Zusammenstellung von Experimenten mit drei Missionszielen: Beobachtung des Weltraumwetters in der Ionosphäre, Prüfung der Einsatztauglichkeit preiswerter Standardbauteile unter Weltraumbedingungen, sowie Betrieb eines Satelliten zu Lehrzwecken.[29]

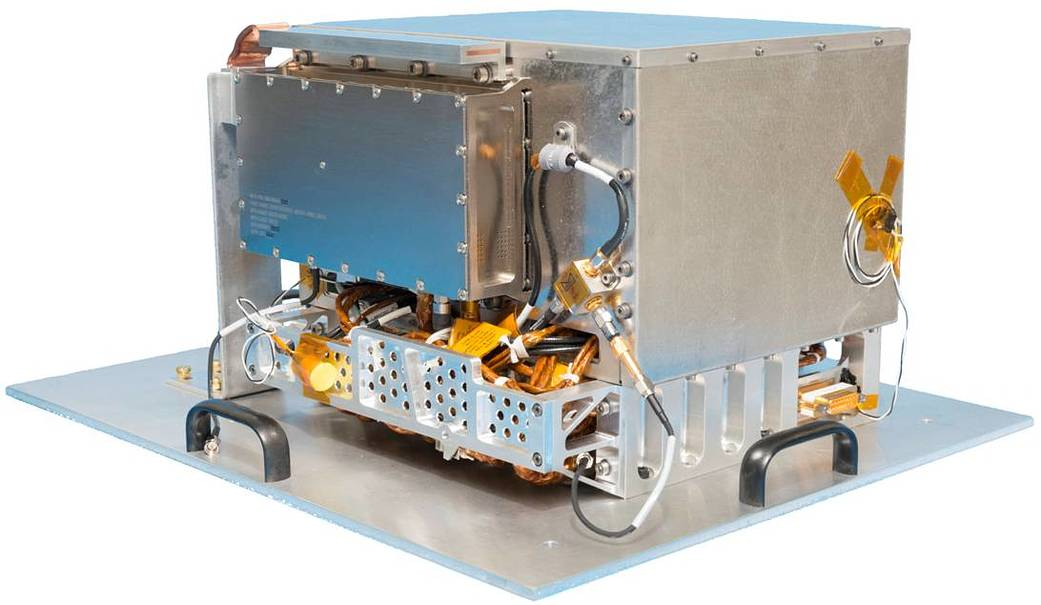
Die Deep Space Atomic Clock an Bord von OTB-1

- Oculus-ASR, ein von Studenten der Michigan Technological University in Zusammenarbeit mit der US Air Force gebauter Satellit, der mit Reflektoren versehen ist und zur Kalibrierung eines bodengebundenen Satellitenbeobachtungsteleskops dient.[30]

- OTB-1 (Orbital Test Bed 1), eine Versuchsplattform der Unternehmen General Atomics und SSTL-US. Sie trägt Experimente zur Erprobung verschiedener Technologien im Weltraum beziehungsweise im Erdorbit, darunter die Atomuhr Deep Space Atomic Clock der NASA sowie Elektronikmodule und Solarmodule.[31] Außerdem befinden sich in dem Satelliten etwa 200 Mikrournen mit der Asche kremierter Verstorbener zum Zwecke der Weltraumbestattung.[32]

- Prox-1, ein unvollständiges Experiment des Georgia Institute of Technology. Geplant war, den Lightsail-2-Satelliten auszuwerfen, in dessen Nähe zu navigieren und ihn zu beobachten. Wegen Problemen bei der Softwareentwicklung wurde der zweite Teil der Mission aufgegeben; Prox-1 diente nur noch zum Transport von Lightsail.[33]

- PSat-2, ein experimenteller Amateurfunksatellit der United States Naval Academy.[34]

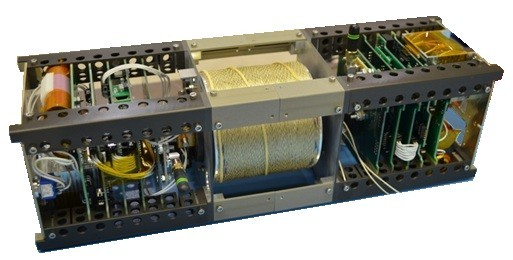
TEPCE im Transportzustand

- TEPCE (Tether Electrodynamics Propulsion CubeSat Experiment – Cubesat-Experiment mit elektrodynamischem Seilantrieb), ein Satellitenpaar des US Naval Research Laboratory, das Bahnveränderungen mittels Space Tether erproben soll. Zwischen den Satelliten wird eine 1 km lange, elektrisch leitfähige Schnur aufgespannt; elektrische Ströme durch die Schnur sollen eine Navigation im Erdmagnetfeld ermöglichen.[35]

Außerdem starteten folgenden Satelliten mit STP-2:
- Armadillo (kurz für Attitude Related Maneuvers And Debris Instrument in Low (L) Orbit – lagebezogene Manöver und Weltraummüll-Instrument in niedriger Erdumlaufbahn), ein Lehr- und Forschungssatellit der University of Texas at Austin und der Baylor University. Mit seinen beiden Hauptinstrumenten soll er einerseits feinste Weltraummüllpartikel und andererseits die Erdatmosphäre untersuchen.[36][37]

- Bricsat-2, neben PSat-2 ein weiterer experimenteller Amateurfunksatellit der United States Naval Academy. Er soll auch einen Feinantrieb mit miniaturisierten thermischen Lichtbogentriebwerken erproben.[38][39]

- FalconSat-7 (auch DOTSI genannt[40][41]), ein experimentelles Sonnenteleskop der United States Air Force Academy.[42][43]

- Prometheus 2-6, ein Technologieerprobungssatellit des Los Alamos National Laboratory.[44] Ursprünglich sollte auch der Schwestersatellit Prometheus 2-5 mit an Bord sein; stattdessen flog in der dafür vorgesehenen Starthalterung nur ein Dummy mit.[14]

### Daten
Stand: 27. Oktober 2023
Die ursprünglich geplanten Orbits waren 300 × 860 km bei 28,5°, 720 × 720 km bei 24° und 12.000 × 6.000 km bei 43°.
| Satellit                                                                | Format/Bus             | Masse (kg) ca. 1 | Bahnhöhe (km) 2                                                         | Bahnneigung 2 | geplante Missionsdauer | Wiedereintritt               | Cospair-ID                                                  |
| ----------------------------------------------------------------------- | ---------------------- | ---------------- | ----------------------------------------------------------------------- | ------------- | ---------------------- | ---------------------------- | ----------------------------------------------------------- |
| Armadillo                                                               | 3U-Cubesat             | 4                | 305 × 850                                                               | 28,5°         | ≥ 6 Monate             | 23. Aug. 2022                | 2019-036P                                                   |
| Bricsat-2 PSat 2                                                        | 1,5U-Cubesat           | 1 2              | 305 × 845                                                               | 28,5°         | mehrere Jahre          | 20. April 2022 15. Feb. 2023 | 2019-036S 2019-036R                                         |
| E-TBEx A E-TBEx B                                                       | 3U-Cubesat 3U-Cubesat  | 4                | 300 × 845                                                               | 28,5°         | ≤ 2 Jahre              | 9. März 2021 22. Feb. 2021   | 2019-036T 2019-036W                                         |
| FalconSat-7                                                             | 3U-Cubesat             | 5                | 310 × 850                                                               | 28,5°         | ?                      | 2. Juli 2021                 | 2019-036J                                                   |
| LEO (CP 9) StangSat                                                     | 2U-Cubesat 1U-Cubesat  | 2 1              | 300 × 840                                                               | 28,5°         | ? < 3 Stunden          | 28. Okt. 2021                | 2019-036X                                                   |
| Oculus-ASR                                                              | individuell            | 70               | 300 × 845                                                               | 28,5°         | < 12 Monate            | 23. Feb. 2023                | 2019-036K                                                   |
| Prometheus 2-6                                                          | 1,5U-Cubesat           | 2                | 305 × 845                                                               | 28,5°         | 3–5 Jahre              | 12. Feb. 2022                | 2019-036AB                                                  |
| TEPCE 1 TEPCE 2                                                         | 1,5U-Cubesat           | 3                | 310 × 850                                                               | 28,5°         | ?                      | 1. Feb. 2020                 | 2019-036H                                                   |
|                                                                         |                        |                  |                                                                         |               |                        |                              |                                                             |
| Formosat-7A Formosat-7B Formosat-7C Formosat-7D Formosat-7E Formosat-7F | SSTL-150 SSTL-150      | 278              | 535 × 555 3 535 × 555 3 535 × 550 3 525 × 545 3 550 × 540 3 545 × 540 3 | 24°           | 5 Jahre                | (im Orbit)                   | 2019-036L 2019-036N 2019-036E 2019-036M 2019-036V 2019-036Q |
| GPIM                                                                    | BCP-100                | 180              | 710 × 725                                                               | 24°           | 2 Monate               | 14. Okt. 2020                | 2019-036D                                                   |
| Lightsail 2 Prox-1                                                      | 3U-Cubesat individuell | 5 71             | 710 × 725                                                               | 24°           | 6 Wochen 1 Woche       | 19. Nov. 2022 (im Orbit)     | 2019-036AC 2019-036A                                        |
| NPSat1                                                                  | individuell            | 86               | 710 × 725                                                               | 24°           | 18 Monate              | (im Orbit)                   | 2019-036B                                                   |
| OTB-1                                                                   | SSTL-150               | 138              | 710 × 725                                                               | 24°           | 2 Jahre                | (im Orbit)                   | 2019-036C                                                   |
|                                                                         |                        |                  |                                                                         |               |                        |                              |                                                             |
| DSX                                                                     | ESPA, SN-200           | 600              | 6.005 × 12.035                                                          | 42,2°         | 12 Monate              | (im Orbit)                   | 2019-036F                                                   |